# أليسون كرو
أليسون كرو هي مغنية وعازفة قيثارة ومغنية مؤلفة وعازفة بيانو كندية، ولدت في 16 نوفمبر 1981 في نانيامو إي في كندا.

## وصلات خارجية
- الموقع الرسمي
- أليسون كرو على موقع IMDb (الإنجليزية)
- أليسون كرو على موقع ميوزك برينز (الإنجليزية)
- أليسون كرو على موقع أول ميوزيك (الإنجليزية)
- أليسون كرو على موقع ديسكوغز (الإنجليزية)